# Skluz (letectví)
Skluz je v letectví situace, kdy se letadlo pohybuje mírně bokem. Využívá se při přistání, když při rozpočtu vidíme, že i s použitím klapek bychom byli tzv. „moc dlouzí“, tedy že bychom sedli až daleko za místo, kde přistávací dráha začíná. V tom případě je vhodné uvést letadlo do skluzu, čehož docílíme tak, že vyšlápneme na maximum směrové kormidlo na opačnou stranu, než odkud vane (byť mírný) boční vítr. Současně použitím křidélek kontra vyrovnáváme směr letu letadla tak, aby celkově letělo rovně, resp. tam, kam potřebujeme.

## Příklad
Fouká-li nám na finále boční vítr zleva, skluz provedeme tak, že vyšlápneme na maximum pravý pedál nožního řízení (směrovky) a současně letadlo nakloníme použitím křidélek výrazně doleva, tedy tak, aby nám šel boční vítr seshora na levé křídlo, aby nás nepodfoukl a v krajním případě nepřevrátil. Míru naklonění určujeme s ohledem na konkrétní situaci tak, abychom směřovali přímo na dráhu. To celé činíme proto, abychom výrazně více na kratší vzdálenosti vytráceli výšku.